# سكارابي
العربة المدرعة الخفيفة سكارابي كشفت شركة أركوس التابعة لشركة فولفو في يونيو 2019 عن عربتها العسكرية الجديدة سكارابي التي يمكن قيادتها على جانبيها، والتي من الممكن أن يستخدمها الجيش الفرنسي كبديل لاسطوله الحالي من العربات العسكريه الخفيفه والمكون من 730 عربة بحلول العام 2025 .

سكارابي هو اسم مشتق من اللاتينية ويعني رباعي الحركة مما يعني ان القوة يتم إرسالها إلى كل من العجلات على حدة.

في سابقة من نوعها، أطلقت شركة أركوس الفرنسية في يونيو 2020 منصة إفتراضية تقوم من خلالها بعرض نتائج عملها وجهدها خلال السنتين الماضيتين أمام رواد صناعة الدفاع في العالم. وقال مسؤول في الشركة: “تقوم أركوس بإنهاء التطوير النهائي لمدرعة سكارابي بحيث أصبحت 95% جاهزة وهي في مرحلة إنهاء التطوير وبعدها ستنتقل إلى التصنيع. ويتم إطلاق هذه المدرعة عبر المنصة الإلكترونية المستحدثة (أركوس اكسبو). أما ال 5 % الأخرى فهي تقتصر على بعض الهندسة الكهربائية. وأضاف المسؤول: تم اختبار مدرعة سكارابي في أماكن محددة في فرنسا وسيتم إختبارها أيضا في أماكن ذات البرودة القارسة بنهاية 2020 وأوائل 2021. وخلال المعرض سيتم عرض مدرعة سكارابي للعروض التجارية.

ومن المتوّقع أن تشهد مدرعة سكارابي إهتماماً خاصة من الدول التي تشغل المدرعات الخفيفة والتي تحتاج إلى مدرعات تستطيع أداء المهام بفعالية في الصحاري وأصعب الظروف المناخية. وهي تعتبر المدرعة المثالية للقوات الخاصة خاصة وأنها تستطيع العمل بالتوازي مع الدبابات.

## التصميم والمواصفات
العربة تمتلك محركين: الأول ديزل يولد قوة 300 حصان، والثاني كهربائي بقوة 103 حصان في نفس الوقت؛ سيكون التسارع المقدم كافيا للسماح لها بتفادي صاروخ مضاد للدبابات وهو وارد (قادم)، على سبيل المثال، وكلا المحركين في الخلف يمكن لمحرك الديزل أن يقطع مسافة تصل إلى 620 ميلًا، في حين أن المحرك الكهربائي المدار بواسطة بطاريتين مثبتتين أسفل الجسم حماية إضافية من الألغام والأجهزة المتفجرة المرتجلة (العبوات الناسفة)، سوف يستمر لحوالي ستة أميال.

تم تطوير نظام التحكم في المحرك لعربة سكارابي والفرامل والتوجيه وعلبة التروس بواسطة فولفو أو مورديها.

تحتوي المركبة على بابين منزلقين حتى يتمكن الطاقم من الدخول والخروج بسهولة حتى في المساحات الصغيرة.

يمكن ان للعربة الجديده ان تسير في الطرق الوعرة الجانبيه لتجنب الألغام.

استخدمت الشركة مواد مركبة لتوفير أفضل حماية للمركبة ذات الأربعة أفراد، والتي يمكن التحكم فيها عن بعد.

يبلغ ارتفاع العربة الجديده 1.8 متر وطول 4.6 متر.

يمكن القاء هذه العربة من طائرات النقل عن طريق المظلات (البراشوت).

تم تصميم هذه العربة خلال 9 أشهر من قبل فريق يضم 9 أفراد أرتفع لاحقا إلى 20 فردا.

العربة لاتمتلك قدرات برمائية لكن يتم التخطيط لاضافتها حيث يمكن أن تكون بطارياتها - التي يمكن إعادة شحنها بسرعة كبيرة - مغمورة بالكامل بالفعل، كما أن مدخل هواء السقف يحمي المحرك من التلوث الرطب (يمنع بالفعل انسداد المبرد بالطين والرمل).

يحتاج السائق إلى ساعتين فقط لإتقان قيادة سكارابي في جميع احتمالات التقدم. بالإضافة إلى الرؤية المباشرة عند 180 درجة تقريبًا، يمتلك السائق كاميرتين تكملان رؤيته بزاوية 360 درجة.

سيتم تجهيز الإطارات المطابقة لتلك الموجودة في Sherpa بنظام التضخم / الانكماش الذي يسيطر عليه السائق.

يمكن تحميل ثلاث مركبات سكارابي في طائرة إيرباص إيه 400إم.

الدفع الرباعي العجلات، أو العجلة الخلفية التوجيه – مهما كانت الطريقة التي تريد أن نسميها، ليست في الحقيقة تقنية جديدة. كان هناك عدد كبير من المركبات في العقود القليلة الماضية مع هذا النوع من نظام التوجيه، مما يحسن من المناورة والاستقرار على سرعات عالية ومنخفضة.

العجلات الأربع ودفة النظام تسمح لسكارابي بالذهاب جانبيا (عند الحاجة) أو بأي طريقة تراها مناسبة للمناورة. إضافة إلى ان عجلات سكارابي يمكن أن تتحول بشكل مستقل عن بعضها البعض.

## التسليح
أسلحة رشاشة عيار 12.7 ملم، أو 30 ملم، أو قاذفة صواريخ متوسطة المدى، ويمكن أن تحمل المركبة على سطحها وحدات رادار.

وقد تزوّد أيضا بمنصات إطلاق قنابل من طراز LD-40.

يمكن أيضا تركيب مدفع مضاد للدبابات عيار 30 ملم.

تأمل شركة أركوس تطوير نظام للطائرات المسيرة للاستخدام مع عربة سكارابي توفر مهمة الاستطلاع الجوي حول ظروف الميدان ووضعية الطريق أمام المركبة.